# РедХак
«РедХак» (англ. RedHack) — группа турецких хактивистов, основанная в 1997 году и получившая широкую известность в 2012 году после кибератаки на турецкое министерство юстиции и департамент полиции. Провозглашает свою приверженность к марксистко-социалистической идеологии.

## История
Судя по интервью в средствах массовой информации, основание группы «РедХак» состоялось 18 мая 1997 года. В то время количество ключевых членов команды составляло 12 человек, которые пользовались поддержкой широкого круга сторонников. Группа «РедХак» позиционирует себя как «голос угнетённого народа» и эпизодически осуществляет кибератаки в сотрудничестве с международными сообществами хакеров.